# Jella Mtagwa
Jella Mtagwa (né à l'époque au Tanganyika et aujourd'hui Tanzanie à une date inconnue) est un joueur de football international tanzanien, qui évoluait au poste de défenseur.

## Biographie

### Carrière en sélection
Il participe avec l'équipe de Tanzanie à la Coupe d'Afrique des nations de 1980 organisée au Nigeria. Lors de cette compétition, il joue trois matchs, contre le Nigeria, l'Égypte, et la Côte d'Ivoire.